# Une perle rare
Pour plus de détails, voir Fiche technique et Distribution.

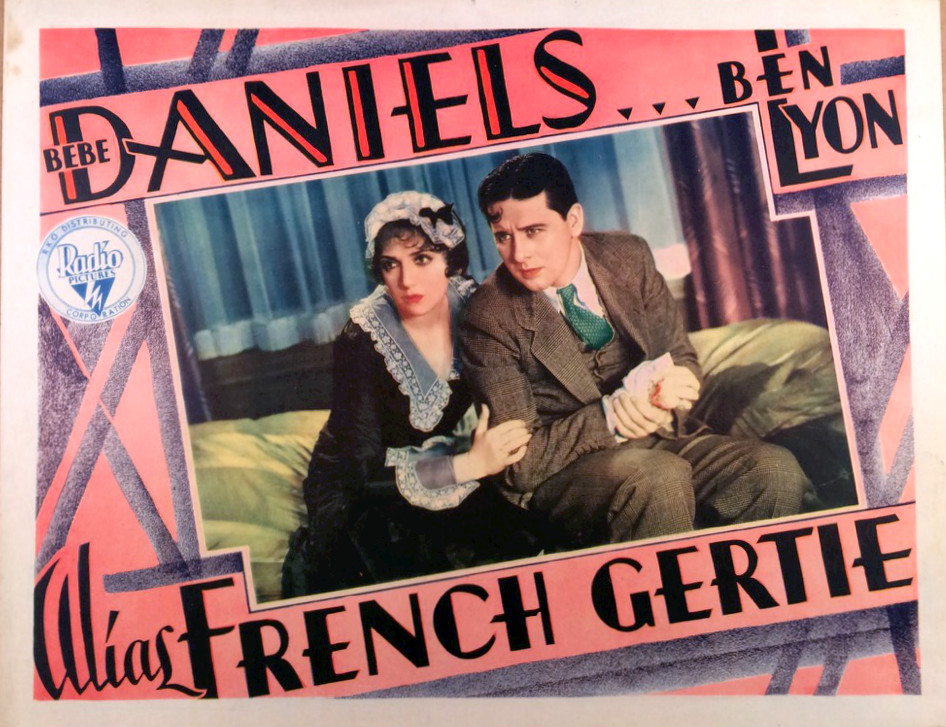
Carte promotionnelle du film.

Une perle rare (Alias French Gertie) est un film américain réalisé par George Archainbaud et sorti en 1930.
Les deux acteurs principaux Bebe Daniels et Ben Lyon s'étaient rencontrés en 1925 et étaient en couple lors du tournage du film. Ils se sont mariés l'année de la sortie du film.

## Synopsis
Marie, se faisant passer pour une femme de chambre française, est sur le point d'ouvrir le coffre-fort de son employeur lorsque Jimmy Hartigan, un cambrioleur, la surprend et subtilise les bijoux. Il est sur le point de partager le butin avec elle sous la menace d'une arme, lorsque la police arrive et l'arrête. Après sa sortie de prison, lui et Marie, désormais connue sous le nom de Gertie the Gun, forment un partenariat. Dans un grand appartement, elle s'occupe de ses relations mondaines, dont les personnes âgées M. et Mme Matson, tandis que Jimmy braque des banques. Elle l'incite à aller droit au but et à investir ses économies dans l'entreprise de M. Matson, mais Jimmy est trahi et décide de recommencer à forcer les coffres-forts.

## Fiche technique
- Titre original : Alias French Gertie
- Réalisation : George Archainbaud
- Scénario : Wallace Smith d'après The Chatterbox de Bayard Veiller
- Producteur : Henry Hobart
- Photographie : J. Roy Hunt
- Musique : Harry Ruby
- Genre : Mélodrame[2]
- Distributeur : RKO Radio Pictures
- Durée : 66 minutes
- Date de sortie :
  - États-Unis : 11 avril 1930

## Distribution
- Bebe Daniels : Marie
- Ben Lyon : Jimmy
- Robert Emmett O'Connor : Kelcey
- John Ince : Mr. Matson
- Daisy Belmore : Mrs. Matson
- Betty Pierce : Nellie
- Nella Walker : la femme de Morton
- Maude Turner Gordon